# Mount Majura
Mount Majura är ett berg i Australien. Det ligger i territoriet Australian Capital Territory, i den sydöstra delen av landet, nära huvudstaden Canberra. Toppen på Mount Majura är 890 meter över havet, eller 283 meter över den omgivande terrängen. Bredden vid basen är 7,9 km.
Runt Mount Majura är det mycket glesbefolkat, med 2 invånare per kvadratkilometer.. Närmaste större samhälle är Canberra, nära Mount Majura. 
I omgivningarna runt Mount Majura växer huvudsakligen savannskog. Genomsnittlig årsnederbörd är 990 millimeter. Den regnigaste månaden är februari, med i genomsnitt 169 mm nederbörd, och den torraste är maj, med 39 mm nederbörd.